# Michał Moląg

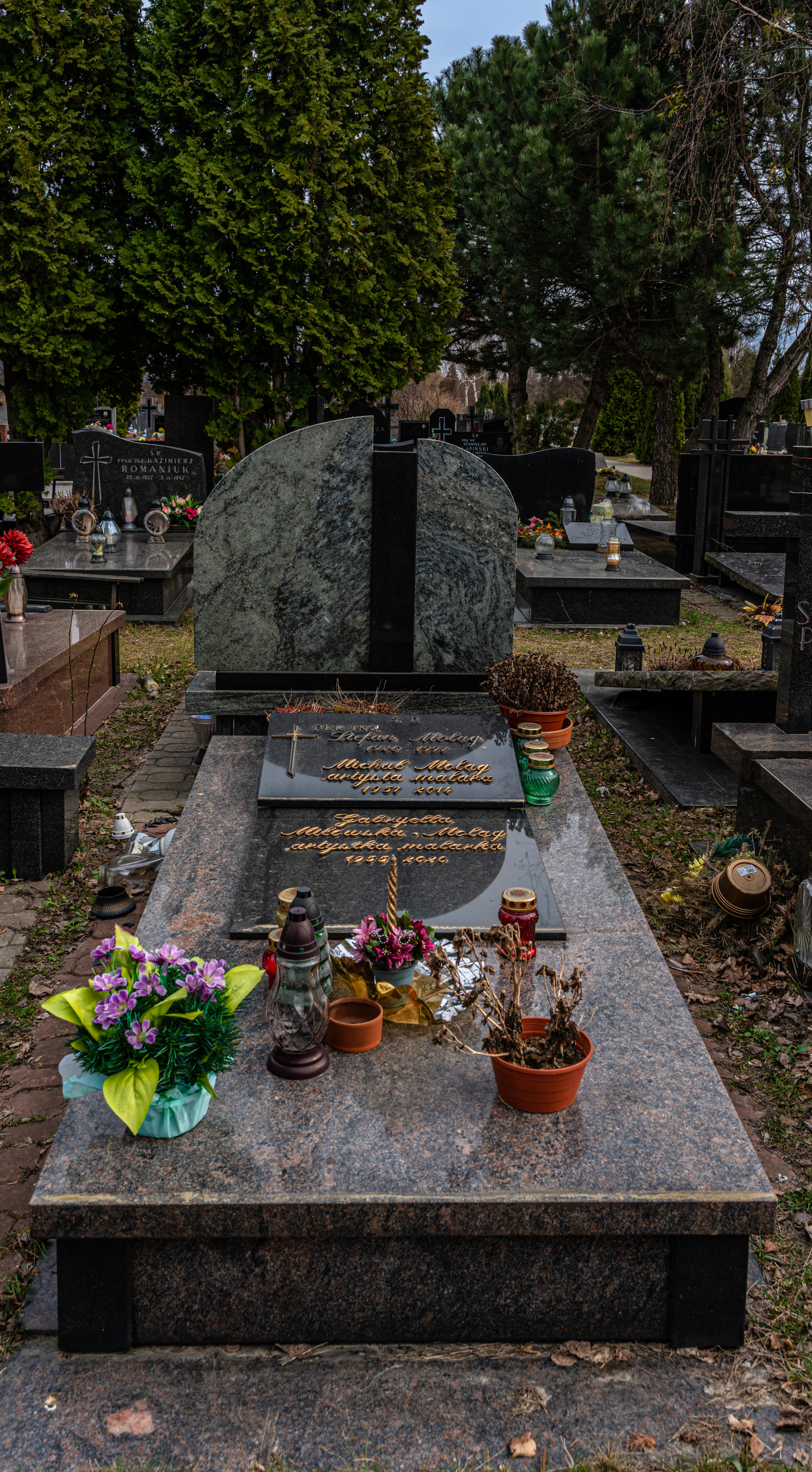
Grób Michała Moląga na cmentarzu Komunalnym Północnym w Warszawie

Michał Moląg (ur. 17 stycznia 1957 w Warszawie, zm. 2 maja 2014 tamże) – polski malarz współczesny.
Od 1977 studiował na Wydziale Malarstwa warszawskiej Akademii Sztuk Pięknych, w 1982 obronił pracę dyplomową pod kierunkiem Jana Tarasina. Jego prace uczestniczyły w zorganizowanej przez członków ruchu "Nowej Ekspresji" wystawie „Co słychać?”, która odbyła się w 1987 w warszawskiej Fabryce Norblina. Dwa razy otrzymał stypendium Ministra Kultury i Sztuki, ale również rządu Szwajcarii i Galerii Cartier w Paryżu. Prace Michała Moląga wystawiano w Niemczech i Szwajcarii, często równocześnie prezentowano prace jego żony Gabrieli Miłowskiej-Moląg. Poza tworzeniem wykładał malarstwo i rysunek w Stołecznym Centrum Edukacji Kulturalnej Stara Prochownia w Warszawie oraz projektował okładki. Głównym tematem jego obrazów była martwa natura.
Spoczywa na Cmentarzu Północnym w Warszawie kw. S-II-12, rząd 6, grób 21.